# Laxen-klass
Laxen-klass är ett namn på en svensk ubåtsklass som byggdes vid Örlogsvarvet i Karlskrona och levererades 1915. De var i stort samma båtar som Ub2-4 fast med ändrad inredning och smärre detaljer på skrov och däck. De var utomordentliga och pålitliga båtar för sin tid och av hög kvalitet. Bestyckningen var samma som föregångarna. De utrangerades först 1935 efter lång utbildningstjänst för ubåtsmanskap.
Båtarna låg fortfarande kvar vid örlogsvarven så sent som 1942.

## Fartyg i klassen
- HMS Laxen, sjösatt	1914, utrangerad	1935
- HMS Gäddan